# Логор Госпић
Концентрациони логор Госпић је био дио комплекса усташких концентрационих логора на подручју Лике и подвелебитског подгорја, првог ликвидационог центра Независне Државе Хрватске.
Успостављен је непосредно након формирања концентрационог логора Даница (у Дрњу код Копривнице).
Одмах по проглашењу НДХ усташе су запосјеле казнионицу Окружног суда у Госпићу, познату и под именом „Герихт”, и у њу већ од 11. априла 1941. године почеле затварати Србе с подручја Госпића и његове околине. Послије 20. маја, након одласка Италијана, усташе су цјелокупни простор преузеле и користиле мањим дијлом као казниону а у већем као логор кога у документима називају К„онцентрациони логор Госпић“. Овдје се у почетку допремају Срби, Јевреји и комунисти с подручја Лике, а од почетка јуна, марвеним вагонима и из свих крајева НДХ. Заточеници су били смјештени по 25 до 30 у ћелијама и ходницима казнионе и затворском дворишту гдје се могло дневно смјестити 2500-3000 људи. Овај капацитет био је недовољан за намјере усташке државе и зато се формирају логори Јадовно на Велебиту, Слана и Метајна на острву Пагу, збирни логор Максимовића штале (Овчара), сабиралиште на жељезничкој станици Госпић и помоћни логор Ступачиново код Башких Оштарија. Према подацима и изјавама неколико преживјелих логораша, само у времену од 20. јула до 19. августа из госпићке казнионе упућено је на Велебит око 25000 затвореника.
Командант логора у Госпићу био је равнатељ Жупског редарственог Равнатељства у Госпићу Стјепан Рубинић, управник казнионе био је Милан Старачек, док је управник казнионе за политичке затворенике био усташки натпоручник Јанко Михаиловић. Логор су осигуравали дијелови 17. и 22. усташке бојне под командом Јуце Рукавине, који су вршили и злостављања и масовна убиства. Логор у Госпићу, као сабирни логор Жупског редарственог равнатељства, организовало је Министарство унутрашњих послова НДХ, уз помоћ госпићких усташа, добрих познавалаца Велебита и одабрало његове јаме као најпогоднија мјеста за масовна убиства.
Крајем маја и током јуна 1941. године простор казнионе постао је премален. Због тога Министарство унутрашњих послова НДХ и Жупско редарство у Госпићу оснивају у првој половини маја, у велебитској забити, логор Јадовно, којем се додјељује улога губилишта и према њему ће госпићка група логора постати позната као Логор Јадовно.
Госпићка група логора и његова стратишта била су претеча комплекса усташких логора Јасеновац. Јасеновац је основан тек крајем августа 1941, а његови први заточеници су били управо преживјели логораши допремљени марвеним вагонима из Госпића. Госпићки логор, као уосталом и цијели комплекс личких усташких концентрационих логора, затворен је након реокупације тог подручја (зона два) од стране Италијана. Радио је од 1. маја до 20. августа 1941. Послије затварања, улогу места које ће касније постати симбол усташких покоља преузеће Јасеновац.
Према изјавама малог броја заточеника који су успјели преживјети, сваки дан је из простора госпићке казнионе одвођено у правцу Велебита и Карлобага, неколико колона „двореда“ заточеника. Руке су им биле везане жицом а између њих дужином колоне, провучен ланац. Они упућени према Велебиту, превожени су углавмом камиионима и једним аутобусом до мјеста Трновац а одатле пјешке према логору Јадовно. На том путу, заточеници су тучени и малтретирани а многи од њих нису ни дошли до логора. Убијени су у успутним, многобројним крашким безданим јамама. Заточеници мушкарци, упућени према логорима Ступачиново и Слана, одвођени су пјешке из казнионе у Гиспићу. Заточене жене и дјеца, превожене су камионима до Карлобага а одатле бродовима, тзв. брацерама (намјењеним за превоз пијеска) даље према логору Метајна, првом логору за жене и дјецу у Другом свјетском рату.
О броју жртава госпићких логора и стратишта постоји више процјена, али оне не варирају толико као кад се ради о броју жртава у Јасеновцу. Процјене су углавном базиране на изјавама логораша и самим усташким изворима. 
Процјене броја страдалих крећу се од 15 000, а иду и до 80.000. Хрват Мирко Першен, аутор књиге „Усташки логори“, процењује да се укупне жртве госпићких логора и стратишта могу кретати од „15 до 25 тисућа“. Према изјавама равнатеља Жупског редарственог Равнатељства у Госпићу Стјепана Рубинића, датим Илију Јаковљевићу у логору Стара Градишка, у комплексу усташких логор Госпић - Јадовно - Паг, побијено је не мање од 24 000 заточеника.
Ипак, са становишта историјске науке, најмјеродавнији су резултати дугогодишњег истраживања Др Ђуре Затезала. Он је утврдио да је у комплексу усташких логора Госпић - Јадовно - Паг, за само 132 дана његовог постојања, побијено не мање од 40 123 жртве.
У неким публикацијама се за госпићки логор дају одвојене процјене, а одвојено за остала стратишта у околини Госпића и јаме на Велебиту где су бацани и убијани заточеници.
Драго Свјетличић је био доведен у Госпићку казниону 9. августа 1941. но, због великог мноштва затвореника /јер, „у то вријеме - концем августа мјесеца - слијевале су се ријеке заточеника у Госпић и према Јадовну, великој клаоници недужних људи“ - Ј. Блажевић, књ. П, 75/, он је тек 24. августа био везан у транспорт од око 900 Срба одређених за Велебит. Али тог истог дана, вели он, дошли су у Госпић Италијани и наредили прекид даљег вођења на Јадовно, па је задња група затвореника из Госпића спроведена возом за Јасеновац, из којег је логора Свјетличић послије успио да побјегне и да стигне у Србију.

## Изјаве преживјелих
Изјаве неколико десетака преживелих заточеника дате пред послератним комисијама за ратне злочине или још у току рата пред Комесеријатом за избеглице и пресељенике који је прикупљао изјаве. Изјаве се чувају у Архиву војно историјског института. Неки искази објављени су у књигама и зборницима докумената и сведочанства о усташким логорима.
Делови исказа Ђуре Медића из Славонског Брода, заточеника логора у Госпићу (извор-Антун Милетић, књ. 1, документ 85, pp. 231):
Ми смо остали у Госпићу у казниони свега 17 дана то јест до 20. августа. За то време долазили су сваки дан нови транспорти Срба из свих крајева. Дневно их је пристизало од 700 до 1.000, а исто толико је сваки дан транспортима из казнионе отпремљено у Велебит. Казниона у Госпићу била је само сабиралиште и пролазна станица за све Србе који су одређени за Велебит и Паг. Већина Срба који су транспортима долазили у казниону били су крвави, поломљених руку и ногу, разбијених глава, а многи са убодима и другим видљивим повредама по лицу и осталом телу. Тако се сећам да је једног дана стигао у казниону у Госпић транспорт Срба из срезова Зеница и Вишеград -око 80 до 100 људи који су били скоро сви испретучени и крвави и са разним озледама. Сваки дан су ишла из казнионице за Велебит два до три транспорта Срба. У сваком транспорту 200 до 300 људи тако да их је дневно одлазило у Велебит од 700 до 1.000 људи. Србе одређене за Велебит свако пут су постројили за руке жицом два по два, а затим све са једним дугим спољним ланцем или жицом и тако их везане пешке гонили за Велебит. Ниједан од ових Срба се није вратио, а нити се коме јавио.
Делови исказа Милана Стаменковића из Осијека, (извор. Антун Милетић-књ.1. документ 42, страна 
109-113):
У Госпићу смо затекли у казнионици окружног суда око 1500 ухапшених Срба који су били смештени што по собама затвора, што у дворишту казнионе на земљи. Из Госпића су распоређивани транспорти за Паг, за Велебит и за Јадовно на Велебиту. Транспорти су ишли готово сваки дан и то у групама од 300 до 400 људи, па и више према томе колико би ухапшеника доводили у Госпић. Колико ја знам стизало је у Госпић сваки дан 400-500 Срба и након задржавања од једног до два дана чим би скупили 1000 људи вршило би се транспортовање на већ поменута места то јест Паг, Велебит и Јадовно.